# 多摩境站
多摩境站（日语：／ Tamasakai eki */?）是一個位於東京都町田市小山丘三丁目，屬於京王電鐵相模原線的鐵路車站。車站編號是KO44。
截至2017年為止是京王電鐵最新的車站。

## 歷史
- 1991年4月6日，作為京王帝都電鐵的車站啟用，同時通勤快速開始停靠此站。
- 1992年5月28日，快速開始停靠此站。
- 2013年2月22日，通勤快速易名為區間急行，同日以KO44作為車站編號。

### 開設過程
當時京王帝都電鐵規劃從京王多摩中心站延伸至橋本站時，只計畫設置由木平站（現南大澤站）。由於由木平站 - 橋本站間經過町田市內，町田市方希望設置「町田市內站」，因此在1983年1月14日，京王帝都與町田市展開討論。
京王表示「延伸時，中間車站僅設立由木平站。隧道（現南大澤隧道）出口部分是多摩新市鎮事業尚未認定的區域，若在此地設站，從新線建設方向思考，京王需支出350億日圓」，「若是新市鎮的開發事業區域，站房建設費僅需15億日圓，小山站（指多摩境站）有開設的可能性」。
町田市方面，在1983年5月町田市議會中決議「鐵道事業者（京王）需設置小山站。相模原線通車同時開設小山站」，之後1985年5月30日的東京都南多摩開發計畫會議，決定在多摩新市鎮土地區劃整理事業地區內開設車站。
此外，町田市議會最初決議是路線通車同時開設車站，但本站開設時間則是延後到南大澤站延伸橋本站的隔年。這是因為相模原線為新市鎮新線。依據新市鎮鐵道等整備事業費補助制度，建設費補助對象限於新市鎮事業區域往外一站，若是最初將本站納入計畫，則多摩境站 - 橋本站間無法取得補助金。

### 站名由來
位於多摩新市鎮邊界，是東京都（多摩）與神奈川縣（相模）交界，車站附近有境川流經，因此命名為「多摩境」。
車站開設時的所在地名為「大字小山町」，因此也曾考慮「京王小山」等站名。
之後，隨著多摩新市鎮的町田市土地區劃整理事業地區開街，該地地名改為「小山丘」（小山ヶ丘）。

## 車站構造
本站是相對式月台2面2線地面車站，站房為跨站式站房。南大澤側鐵路為下沉式，接南大澤隧道，橋本側鐵路則是高架式。
西口廣場有星野敦所作的戶外藝術品「地球斷面－森之景點－」。
2011年9月起，車站剪票區的天井設置液晶螢幕，提供時刻表與運行資訊等。

### 月台配置
| 月台 | 路線     | 方向 | 目的地                                             |
| ---- | -------- | ---- | -------------------------------------------------- |
| 1    | 相模原線 | 下行 | 橋本方向                                           |
| 2    | 相模原線 | 上行 | 京王多摩中心、調布、明大前、笹塚、新宿、新宿線方向 |

### 站內設備
- 電梯（各月台 - 剪票層）
- 電扶梯（各月台→剪票層）
- 廁所（付費區內）
- 商店「A LoT（日语：京王リテールサービス）」（剪票口外，營業時間為平日6:20～11:30）

### 車站出口
付費區外在構造上屬於地下車站，擁有複数出口。
- 東口（A1、A2出口）
- 西口（B1、B2、町田街道方向、多摩新市鎮通方向出口）

## 使用情況
2016年度1日平均上下車人員為20,226人，比開設時增長約10倍。
開業以來的上下車人次變化如下。
| 年度               | 1日平均 上下車人次 | 1日平均 上車人次 |                   |
| ------------------ | ------------------ | ---------------- | ----------------- |
| 1991年（平成03年） | 1,560              | 500              | [ 東京都統計 1 ]  |
| 1992年（平成04年） | 2,365              |                  | [ 東京都統計 2 ]  |
| 1993年（平成05年） | 2,947              | 1,140            | [ 東京都統計 3 ]  |
| 1994年（平成06年） | 3,570              | 1,441            | [ 東京都統計 4 ]  |
| 1995年（平成07年） | 3,807              | 1,568            | [ 東京都統計 5 ]  |
| 1996年（平成08年） | 3,927              | 1,668            | [ 東京都統計 6 ]  |
| 1997年（平成09年） | 4,196              | 1,784            | [ 東京都統計 7 ]  |
| 1998年（平成10年） | 4,464              | 2,000            | [ 東京都統計 8 ]  |
| 1999年（平成11年） | 4,919              | 2,230            | [ 東京都統計 9 ]  |
| 2000年（平成12年） | 5,991              | 2,797            | [ 東京都統計 10 ] |
| 2001年（平成13年） | 7,570              | 3,578            | [ 東京都統計 11 ] |
| 2002年（平成14年） | 8,763              | 4,195            | [ 東京都統計 12 ] |
| 2003年（平成15年） | 10,727             | 5,158            | [ 東京都統計 13 ] |
| 2004年（平成16年） | 11,987             | 5,795            | [ 東京都統計 14 ] |
| 2005年（平成17年） | 14,602             | 7,047            | [ 東京都統計 15 ] |
| 2006年（平成18年） | 15,565             | 7,471            | [ 東京都統計 16 ] |
| 2007年（平成19年） | 16,264             | 7,981            | [ 東京都統計 17 ] |
| 2008年（平成20年） | 16,526             | 8,156            | [ 東京都統計 18 ] |
| 2009年（平成21年） | 16,678             | 8,247            | [ 東京都統計 19 ] |
| 2010年（平成22年） | 17,183             | 8,507            | [ 東京都統計 20 ] |
| 2011年（平成23年） | 17,184             | 8,497            | [ 東京都統計 21 ] |
| 2012年（平成24年） | 17,582             | 8,723            | [ 東京都統計 22 ] |
| 2013年（平成25年） | 18,471             | 9,153            | [ 東京都統計 23 ] |
| 2014年（平成26年） | 18,945             | 9,395            | [ 東京都統計 24 ] |
| 2015年（平成27年） | 19,730             | 9,768            | [ 東京都統計 25 ] |
| 2016年（平成28年） | 20,226             |                  |                   |

備註
1. ↑  1991年4月6日開業。

## 車站周邊
周邊是多摩新市鎮在町田市域唯一的開發區域。除了保留自然環境的住宅區，還具有商業、業務、休閒、教育、文化等機能。
- MrMax町田多摩境購物中心
  - MrMax（日语：ミスターマックス）町田多摩境店（東京都1號店）
  - FOOD ONE（日语：三和）多摩境店
- Copio多摩境（コピオ多摩境）
  - SUPER ALPS（日语：スーパーアルプス）多摩境店
  - 杉藥局（日语：スギ薬局）Copio多摩境店
- Costco多摩境倉庫店
- CAINZ HOME（日语：カインズ）町田多摩境店
- 玩具反斗城、寶寶反斗城町田多摩境店
- 憩之湯（いこいの湯）多摩境店
- 都立小山內裏（おやまだいり）公園（日语：小山内裏公園）
- 小山白山公園、小山三目山公園
- 町田西郵便局（日语：町田西郵便局）
- 町田市役所小山市民中心
- 慈幼工業高等專門學校
- 知育幼兒教室 Okids（オーキッズ）
- 田端遺跡（日语：田端遺跡）

### 巴士路線
本站可搭乘神奈川中央交通的路線巴士。
- 1號乘車處
  - 町60系統：往町田巴士中心（日语：町田バスセンター）（僅早晨）
  - 町60系統：往町田總站
  - 橋76系統：往神奈中多摩車庫（僅平日，有深夜巴士）
- 2號乘車處
  - 橋73、橋76系統：經三目山公園往橋本站北口
  - 町60系統：經田端、堂之前往橋本站北口

2011年5月9日起京王巴士南運行以下路線。
- NT01系統：多摩中心站 - 京王堀之內站 - 南大澤站 - 南大澤五丁目 - 內裏谷戶公園 - 多摩境站 - 橋本站
- 深夜急行巴士：新宿站 - 稻城站 - 若葉台站 - 永山站 - 多摩中心站 - 京王堀之內站 - 南大澤站 - 多摩境站 - 橋本站

## 相鄰車站
京王電鐵
 相模原線
■特急、■準特急、■急行
通過
■區間急行、■快速、■各站停車
南大澤（KO43）－多摩境（KO44）－橋本（KO45）

## 外部連結
- 多摩境 - 京王電鐵